# Bear River City
Bear River City és una població dels Estats Units a l'estat de Utah. Segons el cens del 2000 tenia 750 habitants.

## Demografia
Segons el cens del 2000, Bear River City tenia 750 habitants, 226 habitatges, i 195 famílies. La densitat de població era de 184,4 habitants per km².
Dels 226 habitatges en un 46,9% hi vivien nens de menys de 18 anys, en un 78,8% hi vivien parelles casades, en un 6,6% dones solteres, i en un 13,3% no eren unitats familiars. En el 12,4% dels habitatges hi vivien persones soles el 7,1% de les quals corresponia a persones de 65 anys o més que vivien soles. El nombre mitjà de persones vivint en cada habitatge era de 3,32 i el nombre mitjà de persones que vivien en cada família era de 3,64.
Per edats la població es repartia de la següent manera: un 36,7% tenia menys de 18 anys, un 8% entre 18 i 24, un 25,6% entre 25 i 44, un 19,3% de 45 a 60 i un 10,4% 65 anys o més.
L'edat mediana era de 30 anys. Per cada 100 dones de 18 o més anys hi havia 100,4 homes.
La renda mediana per habitatge era de 52.212 $ i la renda mediana per família de 55.833 $. Els homes tenien una renda mediana de 40.417 $ mentre que les dones 24.821 $. La renda per capita de la població era de 17.296 $. Cap de les famílies estaven per davall del llindar de pobresa.

## Poblacions més properes
El següent diagrama mostra les poblacions més properes.